# 第五福龍丸 (電影)
《第五福龍丸》（だいごふくりゅうまる）是1959年2月18日首映的日本電影，為新藤兼人的代表作，以當時的第五福龍丸事件為題材，反核意識顯著。

## 演員
- 久保山愛吉: 宇野重吉
- 久保山之妻: 乙羽信子
- 靜岡縣知事: 小澤榮太郎
- 木下博士: 千田是也
- 縣內衛生部長: 永田靖
- 清川博士: 三島雅夫
- 東一副院長:  松本克平
- 見島民夫: 稲葉義男
- 谷博士: 浜田寅彦